# Presjaka
Presjaka (bułg. Пресяка) – wieś w północnej Bułgarii, w obwodzie Łowecz, w gminie Łowecz.